# Miliusa wayanadica
Miliusa wayanadica är en kirimojaväxtart som beskrevs av Sujanapal, Ratheesh och Sasidh. Miliusa wayanadica ingår i släktet Miliusa och familjen kirimojaväxter. Inga underarter finns listade i Catalogue of Life.